# Starszy chorąży sztabowy
Starszy chorąży sztabowy (st. chor. sztab.) – najwyższy podoficerski stopień wojskowy. Niższym stopniem jest starszy chorąży, a wyższym podporucznik. Kod NATO: OR-09.
W Wojsku Polskim wprowadzony w 1967 roku. Funkcjonuje w Wojskach Lądowych, Siłach Powietrznych, Wojskach Specjalnych. Stopień przynależy do korpusu podoficerów (do 2004 roku w osobnym korpusie chorążych). Odpowiada starszemu chorążemu sztabowemu marynarki w Marynarce Wojennej. 
W czasie II wojny światowej istniał tylko stopień chorąży.
W Siłach Zbrojnych PRL należał do korpusu chorążych.

## Oznaczenie stopnia
Zgodnie z przepisami ubiorczymi żołnierzy Wojska Polskiego z 1972 roku starszy chorąży sztabowy nosił na środku taśmy otokowej czapki garnizonowej podoficera umieszczone w linii równoległej do krawędzi taśmy cztery gwiazdki, bez odstępów między ramionami gwiazdek. Naramienniki obszyte wokół (z wyjątkiem miejsca wszycia rękawa) jednolitą taśmą szerokości 5 mm. Ponadto cztery gwiazdki umieszczone wzdłuż linii prostej biegnącej przez środek naramiennika; w odległości 1,2 cm od wszycia rękawa, drugą w odległości 5 mm od wierzchołka ramienia pierwszej gwiazdki do kąta wklęsłego między dwoma ramionami drugiej gwiazdki a trzecia i czwarta podobnie jak druga.